# Agnippe biscolorella
Agnippe biscolorella är en fjärilsart som beskrevs av Victor Toucey Chambers 1872. Agnippe biscolorella ingår i släktet Agnippe och familjen stävmalar. Inga underarter finns listade i Catalogue of Life.